# Nationale Investeringsmaatschappij
De Nationale Investeringsmaatschappij, afgekort NIM, was een Belgische overheidsholding. Ze was in handen van de Belgische Staat en werd in 1994 geprivatiseerd. Het was een voorloper van de Federale Participatie- en Investeringsmaatschappij, 2006 opgericht.

## Geschiedenis
De Nationale Investeringsmaatschappij werd in 1962 opgericht. Aan de basis ervan lagen minister van Financiën André Dequae (CVP) en minister van Economische Zaken Antoon Spinoy (BSP). De NIM kreeg het statuut van een gemengde naamloze vennootschap met een kapitaal van 2 miljard frank. Dit startkapitaal werd voor driekwart bijeengebracht door de Belgische Staat als hoofdaandeelhouder (385 miljoen frank) en zeven openbare kredietinstellingen (1,115 miljard miljoen frank). De doelstelling van de NIM was participaties in privébedrijven nemen. Verschillende wetten in de jaren 1960 en 1970 zagen in kapitaalsverhogingen en bevoegdheidsuitbreidingen voor de NIM. Pas in 1976 werd ze een overheidsholding. De NIM kreeg in 1978 een derde opdracht - naast deze van ontwikkelingsbank en economisch overheidsinitiatief -, met name meewerken aan het industrieel beleid via opdrachten voor rekening van de Belgische Staat.
Vanaf 1986 trok de holding bijkomend privékapitaal aan. Met het oog op de regionalisering en uitholling van de federale staat legde de NIM zich voornamelijk toe op participaties in de energiesector. In de periode 1962-1987 nam ze rechtstreeks of onrechtstreeks participaties in meer dan 800 ondernemingen voor een totaal bedrag van circa 60 miljard frank.
In juli 1993 besliste de privatiseringscommissie de NIM in haar geheel te verkopen. De volledige privatisering vond plaats op 21 februari 1994, wanneer de tandem Ackermans & van Haaren-Tractebel de holding overnam. De holding Ackermans & van Haaren (AVH) nam meer dan vier vijfde van de NIM over terwijl Tractebel eigenaar werd van de participatie in gasbedrijf Distrigas. De federale regering behield een klein pakket NIM-aandelen in de portefeuille van de Federale Investeringsmaatschappij (FIM), een nieuw overheidsbedrijf op 16 september 1994 opgericht. De meerderheid van de aandelen van de FIM kwam in handen van de ASLK-holding, op 20 juli 1994 omgevormd tot de Federale Participatiemaatschappij (FPM). FIM en FPM fuseerden bij wet van 26 augustus 2006 tot de Federale Participatie- en Investeringsmaatschappij.
In de praktijk werd de NIM na de privatisering een "slapende vennootschap" die wellicht door AVH vanuit strategisch oogpunt werd behouden omwille van de merknaam. De rol van de NIM werd aan Sofinim overgedragen, een dochteronderneming van AVH.

## Bestuur
De NIM stond van 1962 tot 1984 onder leiding van Henri Neuman. Hij werd opgevolgd door Philippe Wilmès, die als voorzitter aanbleef tot de privatisering in 1994.